# Во сне и наяву
«Во сне и наяву» — художественный фильм режиссёра Магомеда Магомедова. Молодёжная комедия с жанровыми элементами фильма-боевика, пародирующая известные кино-штампы. Снят в Дагестане, РФ, 2006 год.

## История создания
«Во сне и наяву» стал первым художественным фильмом за последние 20 лет, снятым в Дагестане. Над картиной работали любители вне официальных кинокомпаний. Многие члены съёмочной группы были задействованы и в качестве актёров.
Один из создателей фильма Али Велибеков так описывал процесс съёмки:
Мы, снимая свой фильм, начинали с нуля, без всякой поддержки, и нуждались в любой помощи. Хотя бы аппаратурой, ведь это уже половина дела.  <…> у нас в Махачкале доходная часть фильма идёт именно от проката в кинотеатрах. Грубо говоря, можно вложить в создание фильма порядка 300 тысяч рублей, а выкачать из него около двух миллионов. Правда, из-за нашей молодости и неопытности большие деньги на нас сделали большие дяди — кинопрокатчики, например. После выхода нашего фильма мы смогли лишь окупить долги. Ведь из этих двух миллионов мы получили порядка 700-800 тысяч рублей. Даже камеру и технику не смогли купить, на которые рассчитывали. Сейчас опять начинаем всё с нуля.

## Сюжет
Действие фильма происходит в наши дни в Махачкале (на это указывает, в частности, упоминание в фильме Анжи-базара, посёлка Сепараторный и пр.). Главный герой фильма — невзрачный парень-очкарик по кличке «Ботаник». У него есть единственный друг, который пытается обучить его приёмам восточных единоборств, но без особых успехов. Он также даёт Ботанику посмотреть фильм «Матрица», которым тот весьма проникается.
На Ботаника постоянно наезжает местный криминальный авторитет «Босс» со своими ребятами, пытаясь отобрать у него деньги. Во время одной из таких встреч Ботаник, представляя себя Нео, «вырубает» Босса ударом в челюсть. Они с Другом приносят его домой к Другу, где Босс приходит в себя и предлагает Ботанику работать на него. Он даёт Ботанику и Другу деньги, чтобы они прилично оделись, а также выдаёт им машину «Ока», чтобы выполнять его поручения.
Разъезжая на машине, Ботаник знакомится с симпатичной девушкой, за которой начинает ухаживать. Тем временем по предложению Рэпера, одного из людей Босса, Ботаник участвует в автомобильных гонках и получает первый приз (сто тысяч долларов). Босс требует отдать деньги ему, поскольку Ботаник работает на него, но тот отказывается и заявляет, что больше не хочет работать на Босса. Тогда Босс говорит, что объявляет Ботанику войну (эту новость даже передают по местному телевидению). Ботаник узнаёт, что девушка — это сестра Босса. Оказывается также, что Рэпер, работающий на Босса, на самом деле хочет отомстить ему за своего брата, и давно собирает на Босса компромат.
Ботаник и Босс набирают людей, чтобы сразиться в решающей битве. В один из дней обе группировки сходятся в чистом поле, начинается драка. В какой-то момент с неба падает граната и взрывом Ботаника и Босса отбрасывает на берег моря. Там они дерутся, и Ботаник побеждает. Приезжает милицейская машина, которая забирает Босса, а Рэпер отдаёт им собранный на него компромат.
| \| Актёр \| Роль \| \| --------------------- \| ------------------- \| \| Магомедхан Шамсудинов \| Ботаник \| \| Али Велибеков \| Друг \| \| Фархад Багиров \| Босс \| \| Диана Ибрагимова \| сестра Босса \| \| Риад Вагабов \| Рэпер \| \| Магомед Гаммадаев \| «Зубочистка» \| \| Ахмед Юсупов \| повар \| \| Фарид Курумханов \| милиционер \| \| Эльмар Омаров \| милиционер \| \| Анастасия Потапова \| учительница \| \| Магомед Магомедов \| стилист в бутике \| \| Муса Наджафов \| парикмахер в бутике \| | - Режиссёр: Магомед Магомедов - Сценарист: Магомед Магомедов, Фархад Багиров - Продюсеры: Вероника Рамазанова, Шамиль Абумуслимов - Операторы: Хабибула Тамирбудаев, Джамбулат Ширавов, Махач Казаков и др. - Художники-постановщики: Али Велибеков Магомед Магомедов - Видеомонтаж: Али Велибеков Магомед Магомедов - Звукомонтаж: Рамазан Юзбеков - Композиторы: Риад Вагабов, Абакар Ибрагимов, группа «Икстлан» |
| Актёр | Роль |
| Магомедхан Шамсудинов | Ботаник |
| Али Велибеков | Друг |
| Фархад Багиров | Босс |
| Диана Ибрагимова | сестра Босса |
| Риад Вагабов | Рэпер |
| Магомед Гаммадаев | «Зубочистка» |
| Ахмед Юсупов | повар |
| Фарид Курумханов | милиционер |
| Эльмар Омаров | милиционер |
| Анастасия Потапова | учительница |
| Магомед Магомедов | стилист в бутике |
| Муса Наджафов | парикмахер в бутике |

## Дополнительная информация
В 2006 году фильм прошёл в кинопрокате Дагестана. Он также был выпущен на DVD с подзаголовком «Первый дагестанский художественный фильм-экшн».

## Использованная музыка
- Junkie XL — War
- The Prodigy — Voodoo People
- Vanilla Ice — Ice Ice Baby’2000
- Goon — Action
- Goon — Panic
- Goon — The Bass
- Paul Mauriat — El Bimbo
- Paul Mauriat — Mummy Blue
- M.O.P. — Cold As Ice-Ego
- Mortal Combat — Scorpion Theme
- Brad Fiedel — Terminator II Theme
- MC Hammer — U Can’t Touch This
- Luis Bacalov — The Grand Duel
- Bengelis — Only You
- Zeb Roc Ski — The Battle of the Year
- Chicane feat. Bryan Adams — East Side Story

## Отзывы о фильме
- Яна Сутаева:[4]

Всё-таки «очкарик» и «ботаник» – это две большие разницы. Такие же далёкие друг от друга, как мировой кинематограф и первый дагестанский экшн «Во сне и наяву»… 
…то, что на многочисленных баннерах обозначалось не иначе как комедийный боевик, на поверку оказалось чем-то средним между «Очень страшным кином» и «Разными песнями». С первым фильм роднит обилие цитат из нашумевших блокбастеров, со вторым — большое количество юмора в духе «Островка» и «Годекана на колёсах». 

…«Во сне и наяву» это как раз тот случай, когда инициатива не наказуема, а поощряема. Потому что такой фильм забабахали не околопрофессионалы и не набившие оскомину КВНщики, а простые ребята с политеха. Хоть это и не «Дневной дозор», конечно, но спасибо, что акцентом не злоупотребляли и национальностями не спекулировали.